# Велика Мурта
Велика Мурта (рос. Большая Мурта) — смт в Росії, у Красноярському краї, адміністративний центр Великомуртинського району. Населення - 7888 осіб.
В рамках державного устрою утворює муніципальне утворення Велика Мурта зі статусом міського округу як єдиний населений пункт у його складі.

## Географія
Розташована за 110 км на північ від Красноярська на правому березі річки Нижня Підйомна (ліва притока Єнісею) нижче впадання в неї річки Муртушки.
Відстань до залізничної станції Красноярськ-Пасажирський - 110 км.